# Apterogyna volgensis
Apterogyna volgensis is een vliesvleugelig insect uit de familie van de Bradynobaenidae. De wetenschappelijke naam van de soort is voor het eerst geldig gepubliceerd in 1954 door Panfilov.